# همسایگی خوب
همسایگی خوب یک  اصل کلی حقوق بین‌الملل است که از اهمیت ویژه ای برای حوزه حقوق قانون محیط زیست بین‌الملل برخوردار است. این اصل «دولتها را ملزم می‌سازد که تلاش کنند تا منافع خود را با منافع کشورهای همسایه آشتی دهند»، و در تعدادی از احکام حقوقی بین‌المللی قرن بیستم بیان شده‌است که مهمترین آنها کارخانه ذوب آهن تریل، بریتیش کلمبیا بین ایالات متحده و کانادا است.